# Гренні Сміт
Гренні Сміт — популярний в Австралії, США та західноєвропейських країнах пізньозимовий сорт яблуні. Цей сорт був виведений в Австралії 1868 року. Названий він на честь Марії Енн Сміт, яка прищеплювала дерева від випадкового сіянця. Припускають, що цей сорт є гібридом Яблуні лісової та Яблуні домашньої в ролі запилювача.
Дерево середньоросле, з обернено-пірамідальною незагущеною кроною «плакучого» вигляду. Оскільки генеративні бруньки закладаються переважно на 1-2-річній деревині або кінцях прутиків, зона плодоношення переходить на периферію крони. Цьому запобігають відновлювальним (циклічним) обрізанням. Сорт скороплідний, частково самоплідний, натомість найкращі результати показує за наявності запилювачів: Джонаголд, Айдаред, Професор Шплінгер, Мутсу, Глостер. Зимостійкість достатня.
Зрілі плоди великого розміру (вага може перевищувати 300 грамів). За формою яблука «Гренні Сміт» овальні, округлі або усічено-конічні, темно-зелені, іноді з ніжним кремовим відтінком на сонячному боці, з великою кількістю дрібних рожевих підшкірних цяток. М'якуш зеленуватий, дуже щільний, середньої соковитості, кисло-солодкий. В теплих регіонах може формуватися смугастий рум'янець, підшкірні цятки стають рожевими. Знімна стиглість плодів настає наприкінці жовтня — на початку листопада, на дереві вони утримуються міцно, від вітру не обсипаються.
Сорт зазвичай використовують у кулінарії для приготування салатів, фруктових десертів, сухофруктів, компотів, варення, джемів і пирогів. Найкориснішими вважають яблука зелених сортів, саме до них і належать яблука «Гренні Сміт».
В Україні доцільно вирощувати в Криму, на південному узбережжі й не північніше Одеської області. Зберігатися можуть до травня-червня.

## Історія

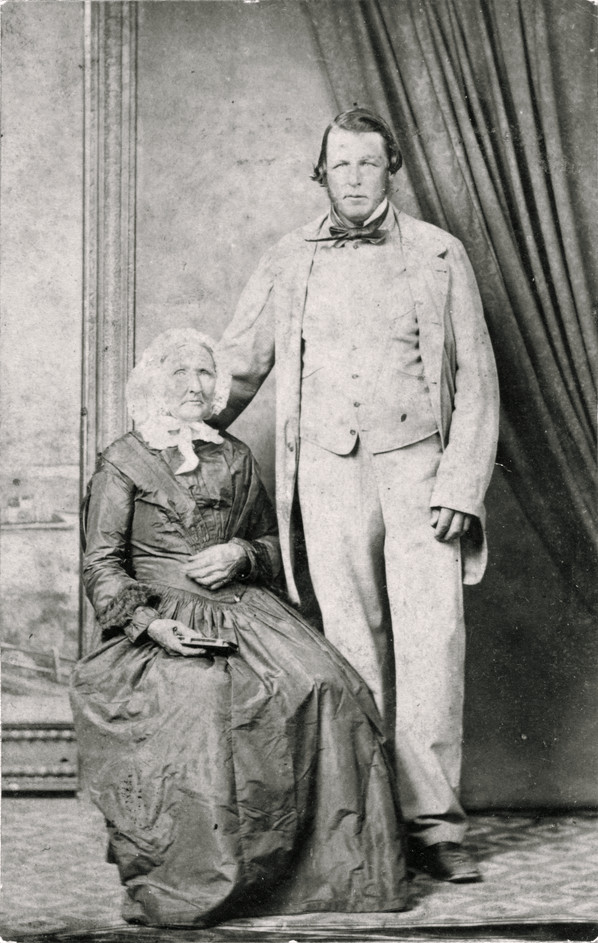
Марія Енн 'Гренні' Сміт (1799–1870)

Сорт Гренні Сміт походить з Іствуда, Австралія (тепер передмістя Сіднея). Його винахідниця, Марія Енн Сміт, переїхала туди з Англії 1839 року зі своїм чоловіком Томасом. За однією з історій, Сміт пробувала яблука лісової яблуні для приготування страв і викидала їх серцевину через вікно кухні. Через деякий час вона помітила нового сіянця під вікном. Їй сподобались якості цих яблук, особливо в кулінарії, і вона сама їх щеплювала, оскільки чоловік був інвалідом. Вона арендувала місце на ринку Джордж Стріт у Сіднеї й продавала там яблука раз на тиждень. Яблука стали дуже популярними.»
Сміт померла через декілька років після свого відкриття, але її роботу помітили інші місцеві садівники. Одним із них був Едвард Галлард, який вирощував багато таких яблук у себе на ділянці й викупив ферму Смітів, коли Томас помер 1876 року. Галлард успішно торгував яблуками на місцевому ринку, але широкої популярності сорт набув після 1890 року, коли його показали на рослинницькій виставці в Касл Гілл. А через рік цей сорт виграв приз як кулінарне яблуко під назвою «Сіянець Гренні Сміт».
З 1895 влада широко рекламувала яблука Гренні Сміт в газетах як пізні і придатні для кулінарії. Яблука Гренні Сміт експортувались у величезних кількостях після Першої світової війни, і до 1975 року 40 відсотків австралійського урожаю яблук належало цьому сорту.
До того часу яблука були надвичайно поширеними в південній півкулі, Франції і США. Однак, оскільки яблуня отримана в результаті випадкової і рідкісної мутації, її сіянці набувають гірших смакових властивостей. Для збереження тієї ж самої генетичної варіації застосовують живцювання та щеплення. Таким чином всі яблука цього сорту є прищепами від найпершої яблуні.

## В культурі
Студія Apple Records, на котрій записувалась група The Beatles, як логотип використовувала яблуко сорту «Гренні-Сміт».
Бабуся Сміт (англ. Granny Smith) — персонаж мультфільму «Дружба — це чудо» — земна поні, фермер, що вирощує яблука. Вона бабуся персонажів Епплджек (Applejack), Еппл Блум (Apple Bloom) і Великого Макі (Big McIntosh).

## Доступність в Україні
Станом на 2016 рік Гренні Сміт вирощуються і продаються в Україні. Можна придбати саджанці в інтернет та звичайних магазинах. За ціною — це середні яблука. Так, в супермаркетах ціна кілограма 45 гривень станом на 2025рік

## Галерея

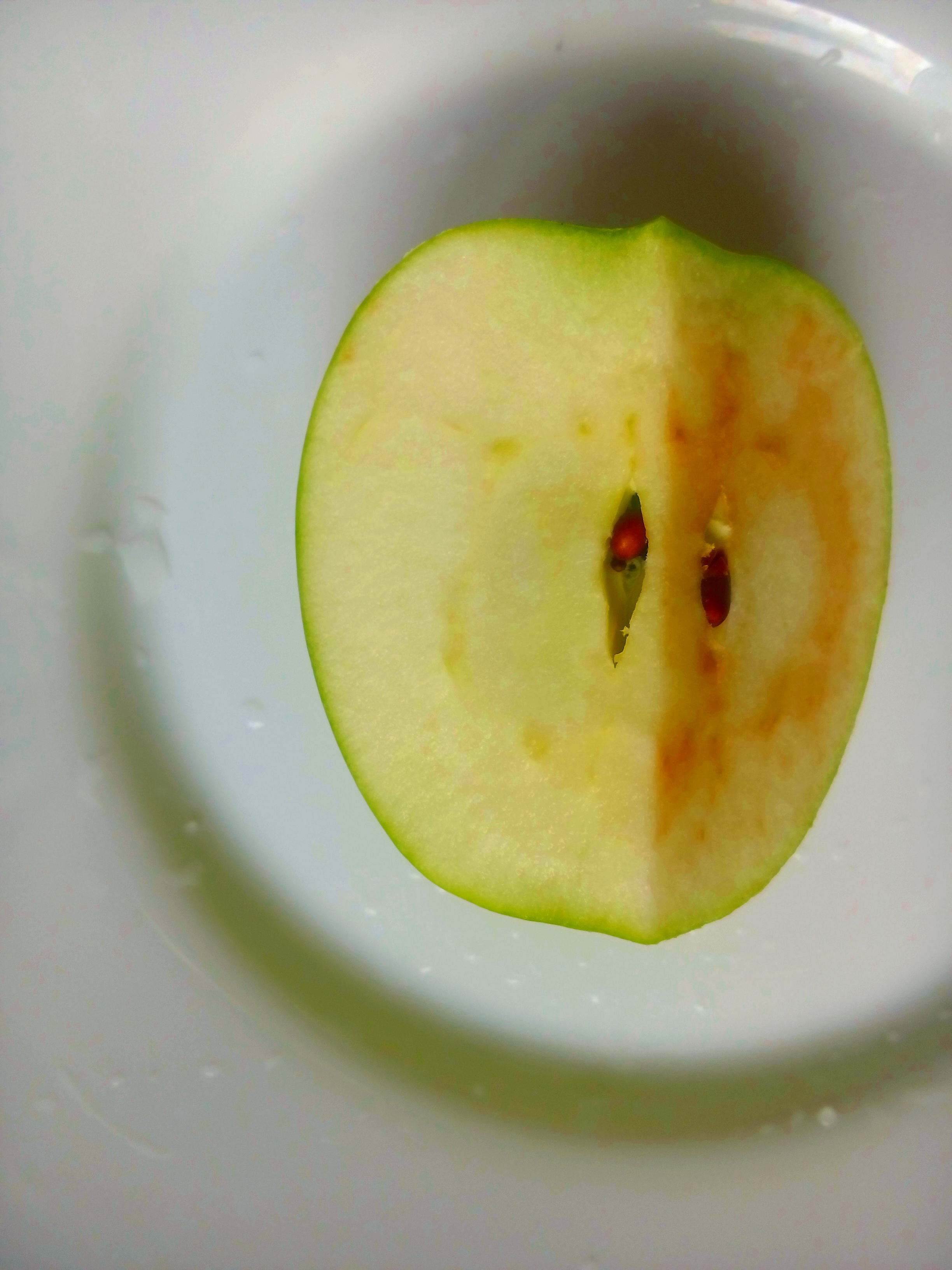
На повітрі досить швидко окисляються. Ліва сторона - перерізу кілька секунд, права - 10 хвилин (Чернігів).
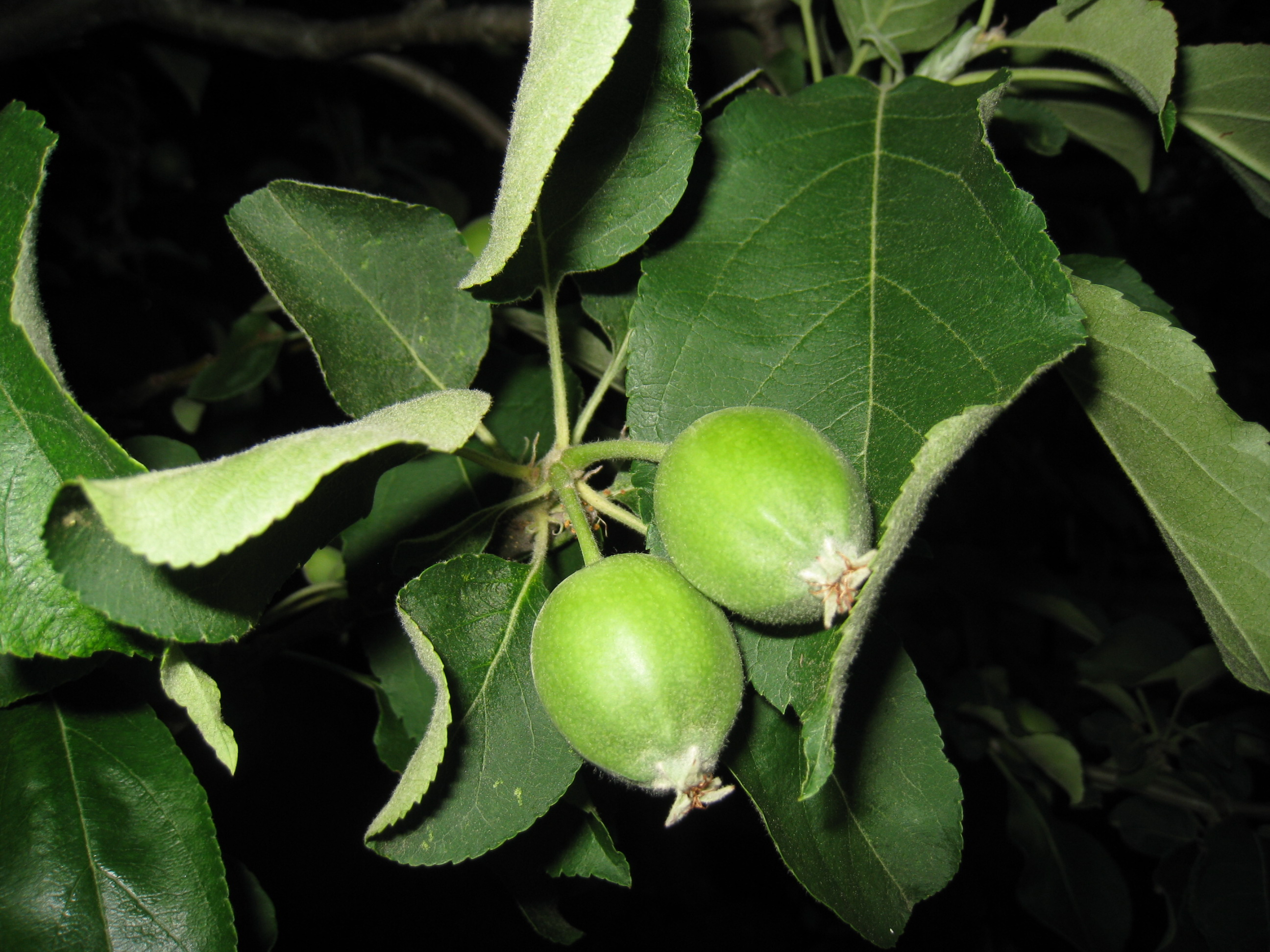
Зелені маленькі яблучка на дереві, Каліфорнія.
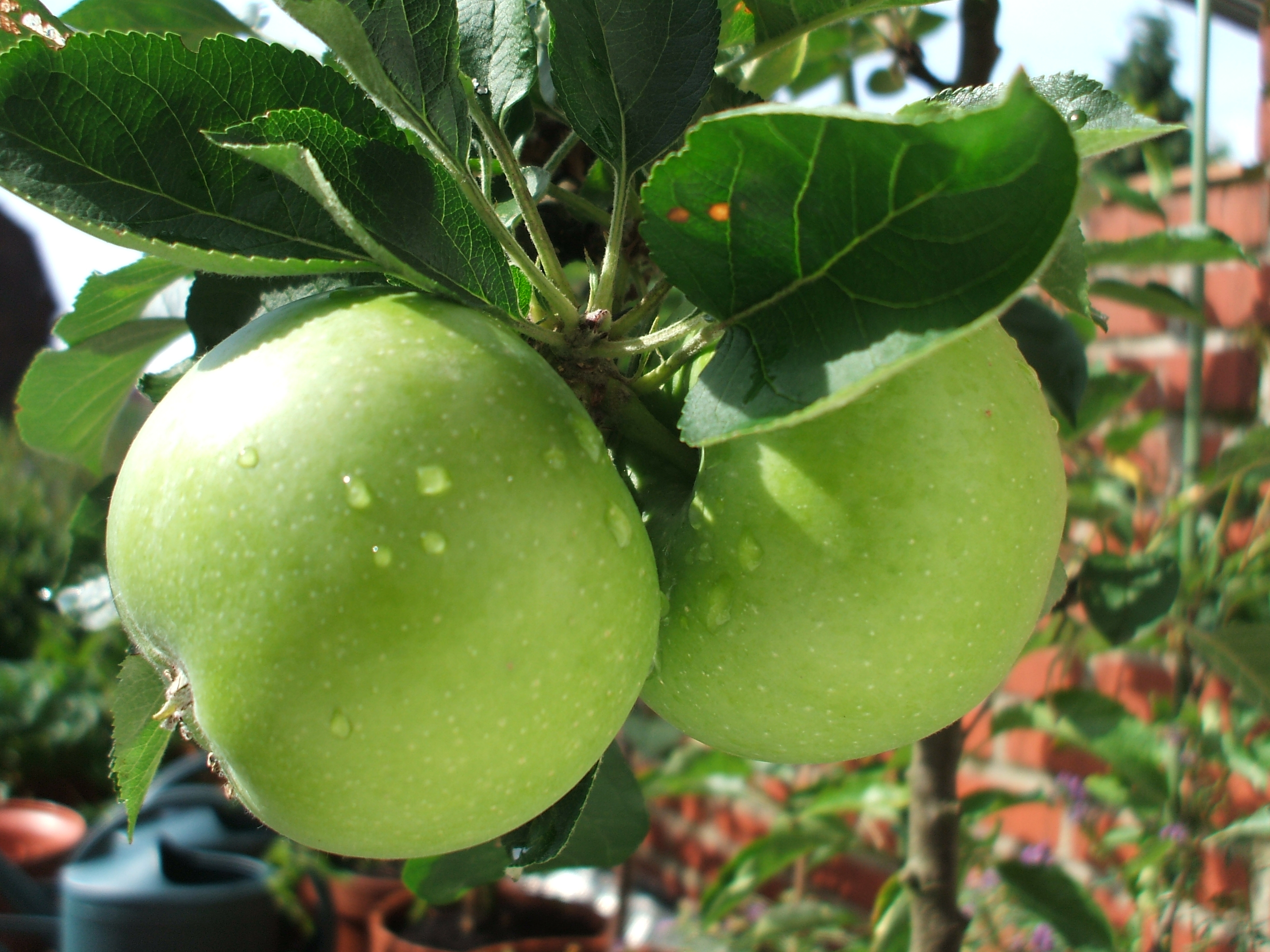
Яблуко на дереві, Франція.
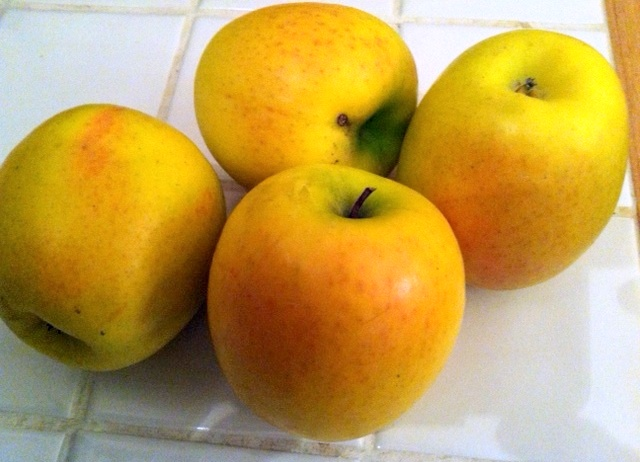
Жовті яблука, Франція.